# Payao Poontarat
Payao Poontarat (taj. พเยาว์ พูนธรัตน์; ur. 18 października 1956 w Bang Sapan, zm. 13 sierpnia 2006 w Bangkoku) – tajski bokser. W 1976 roku został brązowym medalistą letnich igrzysk olimpijskich w Montrealu w wadze papierowej (do 48 kg). W 1981 roku przeszedł na zawodowstwo. W latach 1983–1984 mistrz świata WBC w wadze supermuszej (do 52,2 kg).
Zmarł na stwardnienie zanikowe boczne.